# Domostroy

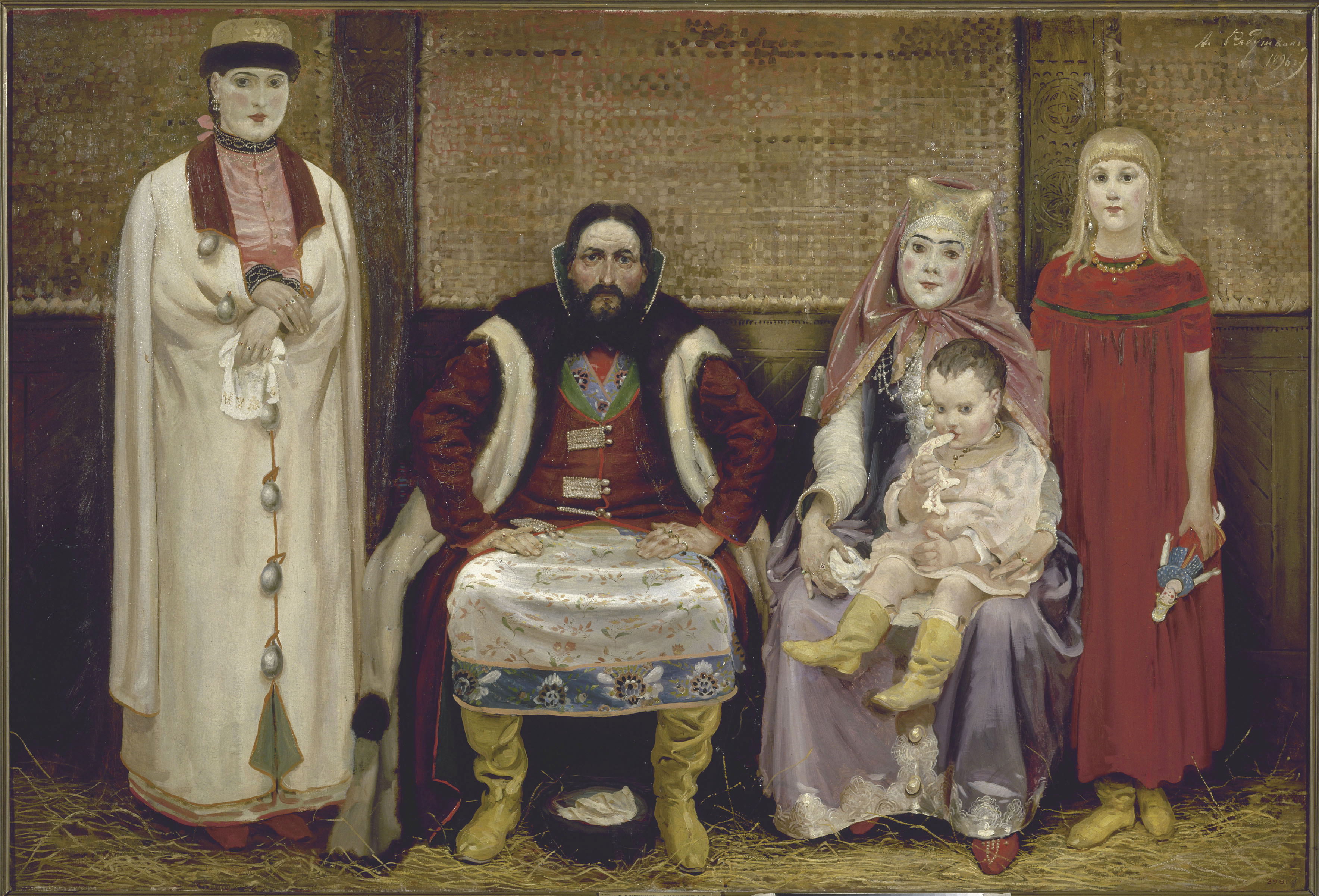
Una imagen idealizada de una familia de un comerciante moscovita

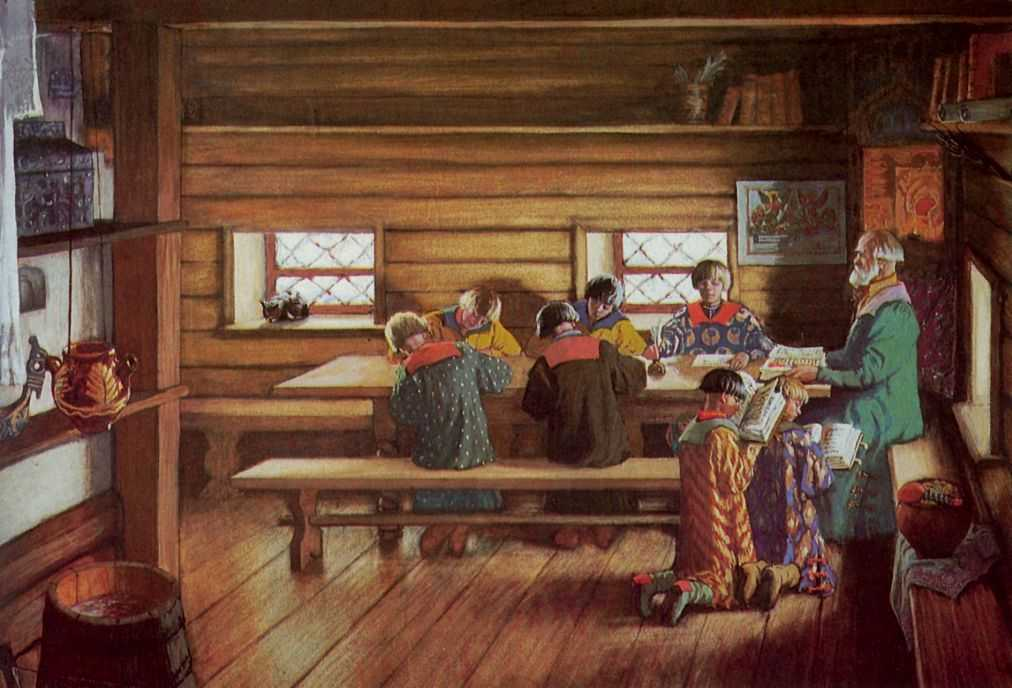
Una escuela en el Tsardom de Rusia

Domostroy (Ruso: Домострой, reglas domésticas) es un conjunto de reglas religiosas y sociales  del siglo XVI referente a los asuntos familiares de la sociedad rusa. Las reglas Domostroy,  tendían a reforzar la obediencia y la sumisión a Dios, al Zar y a la Iglesia.  Las obligaciones básicas eran  el ayuno, la oración, la veneración de iconos y la entrega de limosnas.   
Su autor es desconocido, pero la versión más difundida fue la editada por el arcipreste Silvester, un asesor influyente del joven Iván IV. El texto incluye una epístola titulada "64. La epístola de un padre instruyendo a su hijo", escrita por Silvester para instruir a su hijo Anthemius.  Una edición actualizada del Domostroy fue publicada por Karion Istomin a finales del siglo XVII.  Para los investigadores modernos,  es una fuente sobre la sociedad rusa y la vida de los ricos boyardos y comerciantes.
Los investigadores modernos tienden a situar los orígenes del Domostroy en el siglo XV, en la República de Novgorod,  donde podría haber sido utilizado como una especie de códice moral para los ricos. Como tal, tiene algunas citas del Libro de Proverbios y otros textos bíblicos y  otros texto morales rusos antiguos como Izmaragd y Zlatoust, y de algunos textos occidentales como el Libro de las Enseñanzas Cristianas (checos) y Le Ménagier de París (francés).
En la Rusia moderna, el término Domostroy tiene un significado peyorativo.  Es utilizado en textos clásicos como por Aleksandr Herzen en Mi Pasado y Pensamientos, por Turgenev en  Padres e Hijos y Tolstoi en "Sonata Kreutzer", para referirse a los modos tradicionales de vida, asociados con la tiranía patriarcal, como los ejemplos siguientes:  "Una esposa que es buena, laboriosa y silenciosa es una corona para su marido". "No te compadezca de una joven mientras la golpeas: si la castigas con una vara, no morirá, sino que se volverá más saludable".

## Estructura
El libro está dividido en 67 secciones (en la versión de Silvester) tratando los asuntos siguientes:
- Prácticas religiosas
- Relación entre el pueblo ruso y el zar
- Organización de la familia
- Administración de la casa
- Culinario (cocina)

## Obligaciones religiosas
Los hombres debían ir a la iglesia varias veces al día y asegurarse de que otros miembros de la familia atendieran sus necesidades espirituales. Las mujeres y los sirvientes asistían a los servicios "cuando podían", pero también debían rezar todos los días.

## Posición de la esposa
"En todos los asuntos de la vida cotidiana, la esposa debe consultar con su esposo y preguntarle si necesita algo ... Deje que se ponga la mejor prenda, si recibe un invitado o si ella misma es invitada a algún lugar a cenar ... Deje que se abstenga de beber licor, porque un hombre borracho es bastante malo, pero una mujer borracha no tiene lugar en el mundo ... "
La posición de las mujeres en el hogar, como se describe en Domostroy, presentaba una dicotomía interesante. Ella no era una esclava completa, ni una maestra completa. Era considerada una sirvienta de su esposo o padre, y una señorita de sus sirvientes.
Como en ese momento el matrimonio era principalmente una herramienta política y económica, y se esperaba que las mujeres jóvenes siguieran ciegamente la elección de sus padres, Domostroy no habla de ningún vínculo emocional entre marido y mujer. Se esperaba que los dos amaran a Dios más que el uno al otro.
Una mujer tenía que ser casta, piadosa y trabajadora. Su mayor virtud debería ser la castidad y después de eso, ser una buena madre para sus hijos y una sabia esposa para su marido.
En caso de cualquier transgresión por parte de la mujer, Domostroy proporcionaba a sus maridos unos consejos:
"Los esposos no deben usar varillas de madera o hierro al golpear a sus esposas, ni golpearlas en la cara, las orejas o el abdomen, para que no causen ceguera, sordera, parálisis, dolor de muelas o aborto involuntario".